# هادهف
هادهف  یک منطقهٔ مسکونی در امارات متحده عربی است که در شهر عجمان واقع شده‌است.

## خصوصیات
هادهف   ۲۳۲٫۸۷ متر بالاتر از سطح دریا واقع شده‌است.